# Rhytiphora argus
Rhytiphora argus là một loài bọ cánh cứng trong họ Cerambycidae.